# Sojuz 6
Sojuz 6 (ryska: Союз-6) var en flygning i det sovjetiska rymdprogrammet. Farkosten sköts upp med en Sojuz-raket från Kosmodromen i Bajkonur den 11 oktober 1969. Tanken var att Sojuz 6 skulle fotografera dockningen mellan Sojuz 7 och Sojuz 8, men dockningsmekanismen på samtliga tre farkoster fallerade. Farkosten återinträdde i jordens atmosfär och landade i Sovjetunionen den 16 oktober 1969.